# بول مارشال (لاعب كرة قدم)
بول أنتوتي مارشال (بالإنجليزية: Paul Anthony Marshall)‏ (مواليد 9 يوليو 1989 ب‍مانشستر في إنجلترا - ) هو لاعب كرة قدم إنجليزي سابق ومدرب حالي لعب في مركز الوسط. شارك مع منتخب إنجلترا تحت 20 سنة لكرة القدم. أما مع النوادي، فقد لعب مع بورت فايل وستوكبورت كونتي ومانشستر سيتي ونادي أبردين ونادي بلاكبول ونادي والسول ونادي روتشديل وإف سي هاليفاكس تاون وDroylsden F.C. ‏ ونادي برادفورد بارك أفنيو.

## وصلات خارجية
- بول مارشال على موقع قاعدة بيانات كرة القدم.إي يو (الإنجليزية)
- بول مارشال على موقع Soccerbase.com (لاعب) (الإنجليزية)
- بول مارشال على موقع Soccerway.com (الإنجليزية)
- بول مارشال على موقع عالم كرة القدم.نت (الإنجليزية)
- بول مارشال على موقع GSA (الإنجليزية)